# Bubble Bobble
Bubble Bobble je plošinová hra z roku 1986 původně vzniklá pro herní automaty. Později byla vydána i pro domácí počítače a herní konzole Amiga, Amstrad CPC, Apple II, Atari ST, Commodore 64, FM Towns, Game Boy, Game Gear, MSX, NES, Nintendo 3DS, PC (MS-DOS), Sega Master System, Sharp X68000, Wii a ZX Spectrum, existuje i verze pro J2ME. Autorem verze pro herní automaty je japonská společnost Taito, o převod na domácí počítače se postarala společnost Firebird Software.
Jedná se o hru pro jednoho nebo dva hráče, jejímiž hlavními hrdiny jsou dinosauři Bub a Bob, kteří se musí dostat ze zajetí Baron von Blubby. Aby unikli, musí projít 100 místností, ve kterých musí zvítězit nad sluhy Barona von Blubby, kterými jsou Benzo, Bonnie-bo, Boaboa, Blubba, Boris a Bonner. V poslední místnosti se utkají i samotným Baronem von Blubbou. Baron von Blubba (při hře dvou hráčů navíc i jeho bratr) se občas objeví v situaci, kdy je místnost zatopena vodou. Jako zbraň jim slouží bubliny, které mohou vypouštět a do kterých nepřátele lapí. Pokud dinosaurus na lapeného sluhu skočí, tento se změní v poletující ovoce, které přistane na některém místě v místnosti, a pokud ho dinosaurus včas nesebere, zmizí. Kromě ovoce hráči mohou sbírat písmena, pokud hráč složí slovo EXTEND, přibude mu život.
Programátorem verze pro počítače ZX Spectrum je Mike Follin, autorem hudby je jeho bratr Tim Follin. Existuje také varianta hry upravená tak, aby hrála pomocí čipu AY-3-8912 v interfacu Fuller Box. Ve verzi pro ZX Spectrum má hra monochromatickou grafiku s mnoha detaily.
Přestože jsou počítače Amstrad CPC vybaveny hudebním čipem AY-3-8912, verze hry pro tyto počítače obsahuje pouze zvuky, ale neobsahuje hudební doprovod. Nejlepší z verzí hry pro osmibitové počítače jsou verze pro MSX2 a Commodore 64.